# 2S43 Malva
Il 2S43 Malva (in cirillico: 2C43 Малва) è un obice semovente basato su un telaio ruotato 8×8, di fabbricazione russa, sviluppato dal Burevestnik Central Research Institute e prodotto dalla Uralvagonzavod su ordine delle forze armate russe al fine di succedere ai cingolati 2A65 Msta-B e 2S1 Gvozdika.
Dotato di un obice da 152 mm di calibro, versione aggiornata del cannone 2A88 già in uso sugli obici cingolati Koalitsiya-SV in fase di adozione presso le forze armate, il Malva è un sistema di artiglieria aero-trasportabile in quanto compatibile con le capacità di carico degli Ilyushin Il-76.
Mostrato per la prima volta al pubblico nel 2020, è, al 2021, in fase di test, con avvio delle consegne programmato per il 2022.
Al 2021, non vi sono ancora informazioni pubbliche sulle caratteristiche tattiche e tecniche del Malva a causa dello sviluppo progettuale condotto in segreto.

## Storia

### Sviluppo
Un prototipo è stato sottoposto nel corso del 2021 a test di Stato. Il programma dovrebbe essere completato nel 2022.

## Caratteristiche
Il 2S43 Malva è dotato di un telaio BAZ-6910 dotato di un motore da 470 cv di potenza che permette di raggiungere gli 80 km/h su strada ed un'autonomia massima di 1.000 km.
Con cambio a due posizioni a 9 marce e sospensioni a due torsioni indipendenti su tutti gli assi e di un sistema di gonfiaggio pneumatici centrale. può guadare corsi d'acqua di 1,4 m di profondità senza preparazione.
La scelta del telaio ruotato permette una migliore mobilità su strada e costi di esercizio sensibilmente più bassi rispetto alle piattaforme cingolate.

### Armamento
Il cannone da 152 mm è accreditato di una cadenza di fuoco pari a 8 colpi al minuto, ottenuta grazie all'utilizzo di un nuovo meccanismo di caricamento del cannone. A seconda delle fonti, il cannone potrebbe essere il 2A64 utilizzato sul 2S19 Msta-S o il 2A88 del Koalitsyia-SV.
Si ritiene abbia una gittata massima di 24,5 km con proiettili convenzionali.

## Utilizzatori

### Futuri
Russia
- Suchoputnye vojska

dal 2022